# Juana Barraza Samperio
Juana Barraza Samperio (Epazoyucan, Hidalgo; 27 de desembre de 1957), coneguda com la Mataviejitas o la Dama del Silencio, és una assassina en sèrie mexicana, condemnada a 759 anys de presó per haver assassinat a un total de 17 ancianes i haver comès dotze robatoris entre finals dels anys 90, i inici de la dècada dels 2000.

## Biografia
Juana Barraza Samperio va néixer el 27 de desembre de 1957 en el municipi de Epazoyucan, Hidalgo, Mèxic, filla de Trinidad Barraza Ávila, i Justa Samperio. La seva mare era alcohòlica, i en una reunió amb altres persones, a canvi d'un paquet de cerveses, aquesta va accedir al fet que un home s'emportés a la seva filla perquè tingués sexe amb ella. Samperio va quedar embarassada d'ell, i posteriorment va engendrar altres sis fills. José Enrique Lugo Barraza, el seu fill major, va ser assassinat als vint-i-quatre anys d'edat. La dona tenia coneixements en infermeria, i adorava a la Santa Muerte.
Per diversos anys es va pensar que la dona havia estat lluitadora professional, però després del llançament del documental La dama del silencio: El caso Mataviejitas (2023) produït per Netflix, les seves excompanyes lluitadores van afirmar que únicament era fanàtica d'aquest esport perquè mai el va practicar professionalment; aquest fanatisme la va portar a adoptar el personatge de «la Dama del Silencio» i a comprar-se un vestit de lluitadora i un campionat de lluita lliure, això com una mena de fantasia esportiva.

## Investigació
El primer assassinat atribuït a aquesta dona, va ser comès a la fi dels anys noranta, entre 1997 i 1998. Totes les víctimes de l'assassina eren dones de 60 o més anys, majoritàriament vivien soles i solien ser enganyades amb la història que serien secundades amb una ajuda econòmica que el llavors govern els brindaria. Els seus assassinats eren provocats per cops, ferides d'armes tallants i punxants o estrangulació, amb robatoris materials a les víctimes immediatament després de ser assassinades.
En el transcurs de les activitats criminals de l'assassí, les autoritats policíaques van ser durament criticades pels mitjans de comunicació perquè, encara a la fi del 2005, assumien un «sensacionalisme mediàtic» respecte a un assassí en sèrie. Així mateix, es va criticar el fet que l'assassí era buscat, tal vegada inútilment, entre les prostitutes i/o travestís de la Ciutat de Mèxic. Llavors, la policia suposava (a causa d’informes de testimonis) que es tractava d'un home que es vestia de dona per a obtenir l'accés als habitatges de les seves víctimes. En algun dels casos, es va informar que s'havia vist a una dona corpulenta vestida amb una brusa vermella.
La cerca de l'assassí va ser complicada a causa del cúmul d'evidències contradictòries. policia va conjecturar que eren dos assassins els que podrien estar implicats. També es va posar singular atenció en l'estranya coincidència que almenys tres de les víctimes de l'assassí posseïen una còpia d'una pintura de 1888 Nen en Armilla Vermella, de l'artista francès Paul Cézanne. Curiosament, abans de la captura de la presumpta assassina, les autoritats mexicanes divulgaven declaracions de testimonis que assenyalaven que l'assassí usava roba de dona per a accedir als apartaments de les víctimes. En un dels casos, un dels testimonis va observar a una «dona gran amb una brusa vermella» sortir de la llar d'una de les dones assassinades. Això va ser interessant per als criminòlegs, forenses i detectius ja que hi havia grans paral·lels entre el comportament de l'assassí i Thierry Paulin. Sota aquest context, es va atribuir a l'homicida (presumiblement home) la possibilitat d'una doble personalitat. Una altra observació interessant feta pels investigadors va ser l'estranya coincidència que algunes de les víctimes eren d'origen espanyol.

## Detenció
El 25 de gener de 2006, va ser arrestada en intentar fugir de la casa de la seva última víctima, Ana María de los Reyes Alfaro, de 89 anys d'edat, a qui va escanyar amb un estetoscopi.
Després de la seva captura, es va donar a conèixer que la persona que cometia els crims era una dona, i no un home, com es tenia pensat. La detinguda va ser Juana Barraza Samperio, de llavors 48 anys, una exlluitadora professional. Els testimonis d'anteriors escenes del crim havien descrit a una dona d'aparença masculina (el que havia donat peu a la cerca inicial d'un travestí). Barraza s'assemblava bastant a un model d'argila que descrivia les característiques facials de l'assassí: persona de cabell espès, tenyit de color ros i rostre de faccions dures. En ser detinguda portava un estetoscopi, formes de sol·licitud de pensió per a ancians i una targeta que la identificava com a treballadora social. Preliminarment, la policia de la Ciutat de Mèxic no va poder detenir-la abans, ja que no comptaven amb empremtes dactilars completes que poguessin donar la identitat de l'assassina.
Al moment de ser capturada, la presumpta assassina va confessar haver assassinat a l'anciana —Ana María de los Reyes Alfaro— i a altres tres dones, però va negar estar implicada en la resta dels deu assassinats (d'entre els quaranta que se li sospitaven) que els fiscals la implicaven a través d'empremtes digitals. Va comentar als reporters que havia visitat la casa d'Ana María de los Reyes Alfaro en cerca de treball com a bugadera, i va declarar que «sabrien per què l'havia assassinat quan ho llegissin en la seva declaració ministerial».

### Judici
La dona va admetre haver estat culpable de l'assassinat d'Ana María de los Reyes, i va declarar que el seu motiu per a matar havia estat el rancor acumulat cap a la seva mare, declarant el següent:
| « | «Odiava a les senyores perquè la meva mamà em va maltractar, em pegava i sempre em maleïa, un dia em va regalar amb un senyor gran i jo vaig ser abusada, per això odiava a les senyores, jo es que no és excusa, no mereixo perdó ni de Déu ni de ningú, però ja ho vaig fer». | » |

El 31 de març de 2008, va ser condemnada a 759 anys de presó i reclosa en la presó de Santa Martha Acatitla, això amb els càrrecs de l'assassinat de setze dones, i dotze robatoris.

## En la cultura popular
En 2005, el seu cas va ser dramatitzat en la sèrie antològica Mujer, casos de la vida real amb els episodis «La enfermera de la muerte», i «Mataviejitas», en l'època en què aquests episodis van ser transmesos, Juana encara no havia estat detinguda i ocorrien els assassinats. També com en l'emissió Central de abasto; en totes dues produccions va ser interpretada per l'actriu María Prado. El mateix any, el cas també va ser representat en el capítol «Masclisme» de la primera temporada en la sèrie estatunidenca Criminal Minds.
El 2006, l’escriptor Víctor Ronquillo va publicar el llibre Ruda de corazón: el blues de la Mataviejitas, que és un reportatge novel·lat que narra els assassinats de Juana Barraza Samperio. L'obra és el resultat d'una recerca biogràfica que va dur a terme l'autor sobre aquesta dona.
En el programa La Historia Detrás del Mito de TV Azteca, es van realitzar 2 episodis sobre el seu cas.
En 2007, el cas va ser portat amb modificacions a la pantalla noia en el capítol «El buen samaritano» de la primera temporada de la sèrie mexicana Capadocia. Juana va ser interpretada per l'actriu Norma Angélica; i al febrer del mateix any, la cantant, Amandititita es va basar en Juana per a fer la setena cançó del seu primer àlbum, La reina de la anarcumbia. La cançó aquesta titulada amb el sobrenom que va rebre Juana: «La mataviejitas».
El programa d’Investigation Discovery: Instinto asesino, té un episodi d’aquesta història titulat: "La Mataviejitas".
En 2010, en la tercera temporada de la sèrie de televisió mexicana Mujeres asesinas, un episodi recrea el cas de Juana Barraza Samperio, titulat «Maggie, pensionada», on "Juana" va ser interpretada per l'actriu Leticia Perdigón.
En 2023, es va estrenar en Netflix un documental sobre aquest cas, titulat La dama del silencio: El caso Mataviejitas i dirigit per María José Cuevas.En la LXVI edició dels Premis Ariel, va obtenir la nominació a Millor Llargmetratge Documental.